# Гумплович, Людвиг
Лю́двиг Гумпло́вич (пол. Ludwig Gumplowicz; 9 марта 1838, Краков — 19 августа 1909, Грац) — польский социолог, экономист и юрист еврейского происхождения. Профессор университета в Граце, представитель социального дарвинизма.

## Биография

### Польский период
Мать Людвига, Луиза, происходила из интеллигентной еврейской семьи. Его отец — Авраам, был сторонником и одним из самых активных деятелей развивающейся программы ассимиляции евреев, и вместе с другими прогрессивными евреями принял участие в организации вербовки, сбора средств, пропаганды и медицинской службы для еврейского населения Кракова.
Детство и юность Людвига прошли в Кракове, который после Ноябрьского восстания стал крупным центром подпольных организаций. Развитая в нём политическая жизнь повлияла на умы молодого поколения, хотя и негативно отразилась на экономической жизни города. Будучи из еврейской семьи, Гумплович заинтересовался проблемой подавления этнических групп, и всю жизнь был защитником меньшинств в империи Габсбургов, в частности, носителей славянского языка.
В 1857 году он поступил на факультет права в Ягеллонский университет. Четвертый год обучения провёл в Вене, после чего опять вернулся в Краков, где в 1864 году получил докторскую степень (за работу, посвященную социальной системе Польши). Работа характеризуется сильным духом антиклерикализма. В 1867 году Людвиг опубликовал исторический труд «Польское законодательство в отношении евреев». В 1868 году попытался пройти хабилитацию (процедура, которая следует после присуждения первой ученой степени доктора, её основным этапом является защита докторской диссертации. После прохождения хабилитации претенденту присваивается титул хабилитированного доктора (doctor habilitatus, Dr. habil.), который даёт право на занятие профессорской должности в университете). Однако из-за сильного антиклерикализма слушаний, было постановлено, что кандидат «не гарантировал объективность исследования». Враждебное отношение автора к духовенству и католической церкви вызвало общее возмущение обозревателей. В результате, критика его работы сосредоточена только на этом вопросе, а не на других рассмотренных им аспектах. Также была предотвращена его работа и чтение лекций в университете. В течение следующих нескольких лет Людвиг занимался нотариальной практикой и работал в качестве журналиста (он был редактором и владельцем краковской газеты «Страна»).
Гумполович существенно развил идеи дарвинизма, представив «расовую борьбу» как «единственную движущую силу истории» и заявив, что любая сильная этническая группа будет стремиться поработить или уничтожить слабых.

### Австрийский период
В 1874 году он отправился в Грац (Австрия), где в 1876 году стал доцентом, а позже, в 1892 году, профессором по кафедре государственного права в Грацском университете имени Карла и Франца. Гумплович активно читает лекции и пишет на немецком языке. В это время появились его основные работы: «Rasse und Staat» (1875), «Philosophisches Staatsrecht» (1877), «Rechtsstaat und Sozialismus» (1881), «Der Rassenkampf» (1882), «Grundriss der Soziologie» (1885), «Soziologie und Politik» (1892), «Gesicht der Staatstheorien» (1905), «Allgemeines Staatsrecht» (1907), «Sozialphilosophie im Umriss» (1909).
Пребывание в Граце стало наиболее творческим периодом жизни Людвига. Он посвятил всю свою энергию социологии, новой области науки, и стал одним из её основателей. Первым из польских социологов пришёл к исследованию проблем этнических меньшинств (из-за разработанной им теории борьбы рас его часто ошибочно обвиняют в расизме). В то же время он уделял много времени чтению лекций о правовом государстве и управляющем персонале.
Несмотря на тоску по родине (он писал Ромуальду Губе: "Я не желаю больше ничего, чем снова вернуться в страну и посвятить себя своей работе"), в Польшу он так и не вернулся. В 1909 году, в возрасте 71 года, покончил жизнь самоубийством вместе со своей женой Франциской, после диагностирования у него рака (оба приняли яд).

## Семья
Жена — Франциска Гумплович, в девичестве Гольдман. 2 сына: Владислав Гумплович, активист различных социалистических партий, профессор университета, и Максимилиан Эрнест Гумплович, историк, первый польский преподаватель языка в Венском университете.

## Научная деятельность
Испытал влияние Огюста Конта, Чарльза Дарвина, Герберта Спенсера, Адольфа Бастиана, Артура Шопенгауэра, Анри Сен-Симона, Пьера Прудона и Евгения Дюринга.

## Основные работы
На немецком языке:
- Раса и государство (Rasse und Staat, 1875);
- Общее государственное право (Das allgemeine Staatsrecht, 1877);
- Борьба рас (Der Rassenkampf, 1883);
- Очерк социологии (Grundriss der Sociologie, 1885);
- Австрийское государственное право (Das österreichische Staatsrecht, 1891);
- История теорий государства (Geschichte der Staatstheorien, 1905).

На польском языке:
- Система социологии (System socyologii, 1887)[1].

Русские переводы:
- Социология и политика. — М., 1895. — 124 с.
- Основы социологии. СПб, 1899 онлайн
- Социологические очерки. Одесса, 1899 онлайн
- Очеркъ исторіи соціологіи, СПб, 1899
- Ибнъ Хальдунъ, арабскій соціологъ ХІV вѣка. Переводъ съ польскаго Ст. Собанской. „Научное обозрение“, 1898, № 2, 2113-2125.